# 珍惜群組
珍惜群組是香港的激進建制派組織，群組自稱「愛國愛港」，反對香港獨立。群組據稱多次通過社交網站號召不同人士參與支持香港政府施政的集會活動。

## 政見
「珍惜群組」於2017年香港行政長官選舉期間支持林鄭月娥，又於香港回歸二十周年紀念日向香港市民派發中國國旗及香港區旗，以及支持在高鐵香港段的西九龍站落實「一地兩檢」。

## 活動
他們發起的活動，一般針對港獨言論，香港非建制派人物言行，以及香港大專院校學生就香港社會問題之行動，又曾批評部份大學生行為像黑社會。

### 針對民主派
2017年10月6日，遊行到香港立法會大樓要求重整立法會規則，嚴格執行禠奪犯法議員資格，罷免擾亂立法會秩序的議員。

### 針對「光復東涌」
2018年11月11日，有民間組織發起「光復東涌」，珍惜群組特意發起「本是同根生」的反對活動。期間，成員展示示威橫額，並對光復行動參加者進行挑釁，引發罵戰和製造混亂。有受訪居民亦批評珍惜群組支持內地遊客的立場，指內地遊客事實上未有帶動東涌經濟，只是到東薈城及東堤灣畔對出空地及東堤灣畔樓下的花糟食八寶粥、亂拋垃圾，非常影響市容，破壞原本寧靜的東涌。

### 恐嚇高校生
2015年7月31日，他們連同另一組織「和平論壇」到香港大學示威，指納稅人有權要求政府不再資助「鬧事」的學生。佢哋亦因為不滿意校長馬斐森未有譴責衝入校委會會議的學生，而要求馬斐森辭職。不過，有關示威的劃額出現了不少錯字，例如將馬斐森的名字寫成「馬婓深」，將禁錮寫成「禁固」。
2017年9月9日，先到香港警察總部請願要求警方對港獨活動嚴正執法，再往香港教育大學的大埔校園示威，促請教育大學校方徹查教大民主牆出現「恭喜」教育局副局長蔡若蓮喪子的香港教育大學涼薄大字報事件。
2017年9月29日，珍惜群組於嶺南大學校門聲援之前發表「殺無赦」言論的何君堯，大讚他是良心校董何君堯，又呈交請願信，指「看到學生行為，真要把他們千刀萬剮，才能洩市民心頭恨，殺無赦，才能回復社會安寧！」，又希望「各位學校管理層行出來做勇敢的何君堯，幫忙撥亂反正」。
2018年1月26日，香港浸會大學兩名學生劉子頎及陳樂行因於1月17日「佔領」校內語文中心，抗議普通話豁免試機制欠透明而遭校方暫時停課。約300名師生參校內遊行集會與聲援兩名學生，譴責校方無理處分學生，要求撤回停課決定。珍惜群組約10名成員則到校園「踩場」（搗亂），宣稱學生會為「黑社會」，一度與集會學生互相指罵，需由保安調停。

### 於元朗襲擊事件的參與
2020年1月12日，連同「中華傳統文化交流會」等組織發起遊行到元朗警署，指控於7月21日元朗襲擊事件中被襲擊的林卓廷是罪魁禍首，並拉起寫上「無林卓廷帶暴徒入元朗就沒7·21」的橫額，要求警方拘捕和嚴懲他，又讚揚當晚發起襲擊的白衫人減輕警察工作量。林卓廷指有關他是「罪魁禍首」言論「得啖笑」，批評有人有組織抹黑及散播謊言。林卓廷又指自己感到極為荒謬，認為有關人士是企圖扭曲「警黑合作」的事實。

## 爭議及成員暴力行為
珍惜群組的成員經常被批评和記者針鋒相對以及使用暴力對待記者及不支持他們的人士。
2018年11月11日，珍惜群組發起「本是同根生」的反對光復東涌，与「光復東涌」參加者进行粗口互罵，有「珍惜群組」成員腳踢《經濟日報》記者，大叫「你地班死民族走狗」。
2019年7月16日，珍惜群組到香港記者協會會址請願，指責記協濫權及立場偏頗，又不滿記協多次批評警方阻礙採訪，斥記協「顛倒是非」及「黑記者」。召集人李璧而點名批評《明報》及《蘋果日報》，又批評記協亂發記者證，「廿蚊就有張」，並讚揚無綫新聞「走位好」。
2020年1月12日，珍惜群組發起遊行指控林卓廷，期間有《明報》記者遭示威者推撞腳踢，示威者又強行扯開記者面罩，明報編輯部其後譴責此行為，呼籲各方尊重採訪自由。